# Phantyna mandibularis
Phantyna mandibularis är en spindelart som först beskrevs av Władysław Taczanowski 1874.  Phantyna mandibularis ingår i släktet Phantyna och familjen kardarspindlar. Inga underarter finns listade i Catalogue of Life.